# Horror

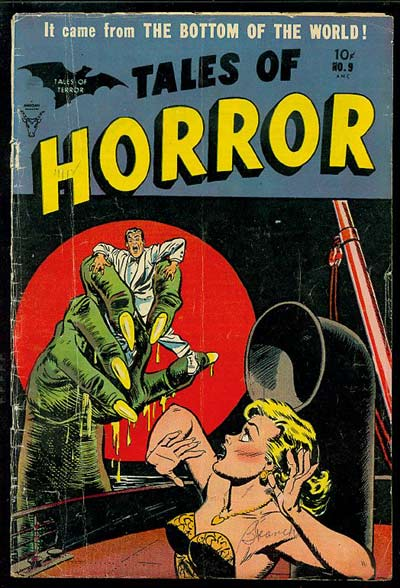
Portada del cómic Tales of Horror.

El término horror suele referirse tanto a una emoción humana provocada por el miedo intenso, como a aquellos géneros de las artes narrativas —como la literatura, el cine, los videojuegos, la televisión y la historieta— que provocan dichas emociones. Ese género se divide en diferentes subgéneros.

## Diferencia entre el terror y el horror
Según las correspondientes entradas del Diccionario de la Real Academia Española, el terror es un miedo muy intenso, mientras que el horror es un sentimiento intenso (no necesariamente miedo) causado por algo espantoso. Sin embargo, en otras obras se consideran sinónimos, como una sensación sobre una situación extraordinariamente mala. El horror también es una aversión profunda (que no es lo mismo que el miedo) hacia alguien o hacia algo.
En el ámbito de las artes, «horror» es prácticamente sinónimo de «terror», por lo que al decir «cine de terror» o «literatura de terror» se está hablando del horror.

## Horror cósmico
Género literario creado por el escritor estadounidense H. P. Lovecraft (1890-1937), quien realizó una ruptura con la literatura tradicional de horror, en donde usualmente el monstruo era un demonio o un fantasma. En cambio en las historias de Lovecraft generalmente el monstruo tiene un origen racional y físico, siendo un extraterrestre, un ser de otra dimensión o un cadáver resucitado por medios científicos. Se relaciona mucho con el «horror - ciencia ficción».

## Terror-ciencia ficción
Es un subgénero tanto del horror como de la ciencia ficción, se caracteriza porque la entidad o entidades que provocan el terror tienen una causa racional y no sobrenatural y suelen ser elementos clásicos de la ciencia ficción como extraterrestres, robots y mutantes. Ejemplos de este género serían la novela Frankenstein (de Mary Shelley), la serie de películas Alien (de Ridley Scott) y la serie de televisión The X-Files.

## Comedia-horror
La comedia-horror es otro subgénero tanto del horror como de la comedia. Se caracteriza por hacer uso de salidas cómicas en medio de circunstancias naturalmente aterradoras. Ejemplos de esto serían películas como El regreso de los muertos vivientes, Vampiros modernos, Braindead, House 2, Transylvania 6-5000, Jennifer's Body y Gremlins. No debe confundirse con parodias de películas de terror como Scary Movie en donde el efecto cómico es intencional, mientras en la comedia-horror los elementos cómicos son accidentales.

## Gore
El gore es un subgénero que se caracteriza por el uso de chocantes imágenes de dolor, tortura y violencia, así como el exceso de sangre. Aunque devaluado en muchos casos por ser de baja calidad, muchas películas gore se han convertido en éxitos de crítica y taquilla. Ejemplos de ello son las series Saw y Hostal.